# Gymnopilus moabus
Gymnopilus moabus là một loài nấm thuộc họ Cortinariaceae.